# 동아수영대회
동아수영대회(東亞水泳大會)는 동아일보사 주최로 해마다 열리는 대한민국의 수영, 수구, 다이빙, 아티스틱스위밍 대회이다. 첫 대회는 1929년 9월 1일 전조선 수영 경기 대회란 이름으로 서울 용산철도국 풀에서 열렸다. 이후 1979년까지 전국 학생 수영 대회로 이름이 바뀌어 열리다가 1980년부터는 동아 수영 대회란 대회명으로 바뀌었다.

## 한국 신기록
| 연도 | 횟수 | 대회명              | 날짜              | 종목             | 기록             | 선수                           | 소속         | 장소                | 주석 및 기타                    |
| 1979 | 51회 | 전국 학생 수영 대회 | 8월 3일 - 8월 5일 | 남자 배영 100m   | 1분 05초 59      | 이충원                         | 경기고       | 서울운동장 풀       | 남고부 예선. 51회 대회 모두 8개 |
| 1979 | 51회 | 전국 학생 수영 대회 | 8월 3일 - 8월 5일 | 남자 배영 100m   | 1분 05초 12      | 이충원                         | 경기고       | 서울운동장 풀       | 남고부 결선. 51회 대회 모두 8개 |
| 1979 | 51회 | 전국 학생 수영 대회 | 8월 3일 - 8월 5일 | 여자 자유형 100m | 1분 04초 42      | 최윤정                         | 서울사대부중 | 서울운동장 풀       | 여중부 예선 1위                 |
| 1979 | 51회 | 전국 학생 수영 대회 | 8월 3일 - 8월 5일 | 여자 자유형 100m | 1분 05초 60      | 송영미                         | 대성여중     | 서울운동장 풀       | 여중부 예선 2위                 |
| 1979 | 51회 | 전국 학생 수영 대회 | 8월 3일 - 8월 5일 | 여자 자유형 100m | 1분 04초 73      | 최윤정                         | 서울사대부중 | 서울운동장 풀       | 여중부 결선                     |
| 1979 | 51회 | 전국 학생 수영 대회 | 8월 3일 - 8월 5일 | 남자 혼계영 400m | 4분 28(25?)초 78 | 최복규, 박대천, 이종학, 유오준 | 한국체대     | 서울운동장 풀       | 남대부                          |
| 1979 | 51회 | 전국 학생 수영 대회 | 8월 3일 - 8월 5일 | 남자 평영 100m   | 1분 11초 63      | 이종학                         | 한국체대     | 서울운동장 풀       | 남대부                          |
| 1979 | 51회 | 전국 학생 수영 대회 | 8월 3일 - 8월 5일 | 여자 접영 100m   | 1분 09초 11      | 김금희                         | 상명여중     | 서울운동장 풀       | 여중부                          |
| 2009 | 81회 | 동아 수영 대회      |                   | 여자 평영 50m    | 31초 12          | 김달은                         | 광주HI코리아 | 김천 김천실내수영장 | 일반부 결선                     |
| 2009 | 81회 | 동아 수영 대회      | 여자 자유형 200m  | 2분 00초 79      | 이재영           | 대구체고                       | 여고부 결선  | 김천 김천실내수영장 |                                 |